# Dărmănești (Bacău)
Dărmănești es una ciudad con estatus de oraș de Rumania en el distrito de Bacău.

## Geografía
Se encuentra a una altitud de 104 m s. n. m. a 323 km de la capital, Bucarest.

## Demografía
Según estimación 2012 contaba con una población de 14 690 habitantes.
| 1948 | 1956 | 1966 | 1977 | 1992   | 2002   | 2012   |
| s/d  | s/d  | s/d  | s/d  | 13 883 | 14 194 | 14 690 |